# 十里店街道
十里店街道，是中华人民共和国甘肃省兰州市安宁区下辖的一个乡镇级行政单位。

## 行政区划
十里店街道下辖以下地区：
桥头社区委会、南街社区、保安堡社区、园艺社区和和平社区。